# Linia kolejowa Anastazewo – Konin Wąskotorowy
Linia kolejowa Anastazewo – Konin Wąskotorowy – zlikwidowana, jednotorowa, wąskotorowa linia kolejowa o długości około 38 km, łącząca dawną granicę prusko-rosyjską w Anastazewie z Cukrownią Gosławice i Koninem.
Linia kolejowa budowana była od października 1911 do listopada 1912 roku, a jej głównym zadaniem był transport buraków cukrowych z regionu do Cukrowni Gosławice. Pierwsze pociągi do Cukrowni pojechały nią jeszcze w 1912 roku. Trasa powstała jako jednotorowa linia wąskotorowa o rozstawie szyn 750 mm. Podczas I wojny światowej rozstaw został zmniejszony do 600 mm. W tym samym czasie otwarto nowo wybudowany odcinek z Gosławic do Czarkowa, a w 1921 roku przedłużono linię do Konina. W połowie lat 50. XX wieku rozstaw zmieniono ponownie na 750 mm i taki pozostał, aż do zamknięcia linii. Około roku 1965 na odcinku Jabłonka Słupecka – Konin Wąskotorowy zawieszono wszystkie kursy, a linia została rozebrana przez KWB „Konin”, tuż przed otwarciem wydobycia węgla z odkrywki Kazimierz na przełomie 1965/1966 roku. Około roku 1997 rozebrano część linii z Jabłonki Słupeckiej do Złotkowa. Torowisko w kierunku Anastazewa, mimo że nieprzejezdne, w 2014 roku nadal istniało.